# Sweetheart (Jermaine Dupri e Mariah Carey)
Sweetheart è un singolo di Jermaine Dupri e Mariah Carey del 1998, cover dell'omonimo brano scritto originariamente nel 1986 da Rainy Davis, ed estratta dai rispettivi album Number 1's (1998) e Life in 1472 (1998).

## Classifica
| Classifica (1998)                             | posizione massima |
| --------------------------------------------- | ----------------- |
| Dutch Singles Chart                           | 22                |
| European Singles Chart                        | 63                |
| German Singles Chart                          | 15                |
| Swedish Singles Chart                         | 44                |
| Swiss Singles Chart                           | 18                |
| U.S. Billboard Bubbling Under Hot 100 Singles | 25                |